# حبل المودة (مسلسل)
حبل المودة مسلسل كوميدي، كويتي من إنتاج سنة 2006. المسلسل من إخراج فاروق القيسي،وتأليف عبد الحسين عبد الرضا، ومن بطولة عبد الحسين عبد الرضا، محمد جابر، طارق العلي، سعاد علي.

## القصة
- هو مسلسل يتحدث عن أسواق المزادات والمسمى (بالسكراب)

## فريق العمل
تمثيل:
| الممثل               | الشخصية   |
| -------------------- | --------- |
| عبد الحسين عبد الرضا | بوعلاي    |
| محمد جابر            | العيدروسي |
| طارق العلي           | بومنقار   |
| سعاد علي             | شموخ      |
| هيا الشعيبي          | شمخ       |
| محمد الصيرفي         | فسكر      |
| محمد العجيمي         | يونس      |
| أحمد السلمان         | بوسرور    |
| خالد البريكي         | يوسف      |
| أميرة محمد           | غادة      |
| علي محسن             | علاي      |
| سلمى سالم            | دلال      |
| مبارك سلطان          | هوشان     |
| حسن عبد الرسول       | معجون     |
| فايز العامر          | بن مطراش  |
| مروة خليل            | مروة      |
| فيصل العميري         | لحلاح     |
| أحمد وليد الشمري     | دايخ      |
| فرحان العلي          | عبد الإله |
| أحمد البارود         | سعود      |